# Station Zaventem
Station Zaventem is een spoorwegstation langs spoorlijn 36 (Brussel - Luik) in de Belgische gemeente Zaventem. Van hier takt een in 1943 gebouwde spoorweg af naar de luchthaven van Melsbroek. In 1958 werd deze lijn ingekort tot het station Brussels Airport-Zaventem.
Dat is dus niet hetzelfde station als Zaventem.
Het zwarte stationsgebouw werd in 1977 gebouwd, naar plannen van architect Dirk Servaes. Bij de uitbreiding van spoorlijn 36 werd het stationsgebouw gesloopt om plaats te maken voor spoorlijn 36N. In 2010 werd een nieuw station in de vorm van een "glazed box" in gebruik genomen.
Van 5 juli 2013 tot oktober 2016 waren de loketten van dit station gesloten en was het enkel een stopplaats. In 2021 sloten de loketten opnieuw hun deuren. Sindsdien is het een stopplaats.

## Treindienst
| Serie | Treinsoort       | Route                                                                               | Bijzonderheden             |
| ----- | ---------------- | ----------------------------------------------------------------------------------- | -------------------------- |
| IC 03 | Intercity (NMBS) | Genk – Leuven – Zaventem – Brussel-Zuid – Gent-Sint-Pieters – Brugge – Blankenberge |                            |
| IC 06 | Intercity (NMBS) | Brussels Airport-Zaventem – Zaventem – Brussel-Zuid – Doornik                       |                            |
| S 2   | GEN (NMBS)       | 's-Gravenbrakel – Brussel-Zuid – Zaventem – Leuven                                  | Rijdt 1×/u. op zondag.     |
| S 9   | GEN (NMBS)       | Landen – Leuven – Zaventem – Brussel-Schuman – Nijvel                               | Rijdt alleen op werkdagen. |

## Galerij

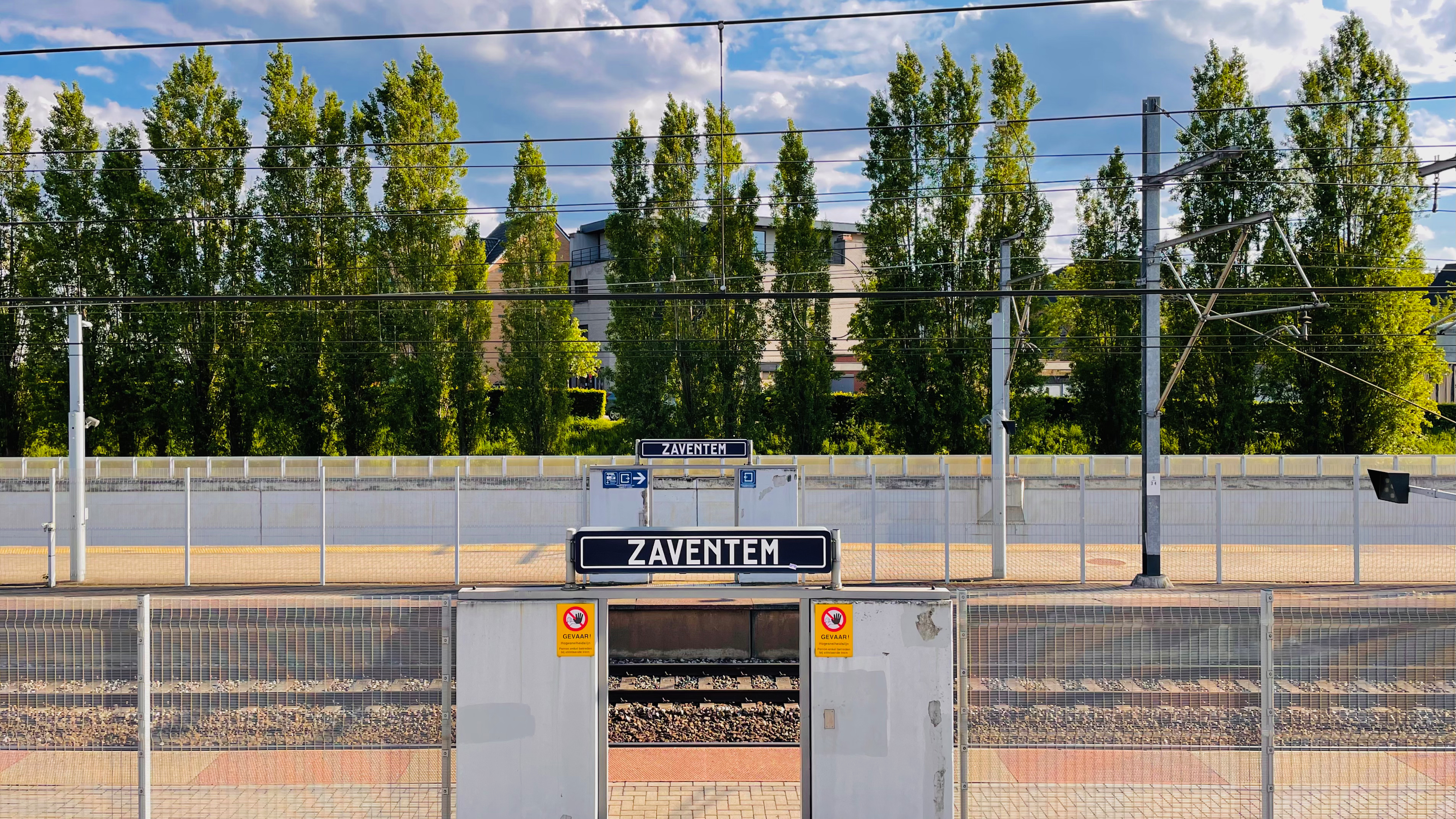
Naambord
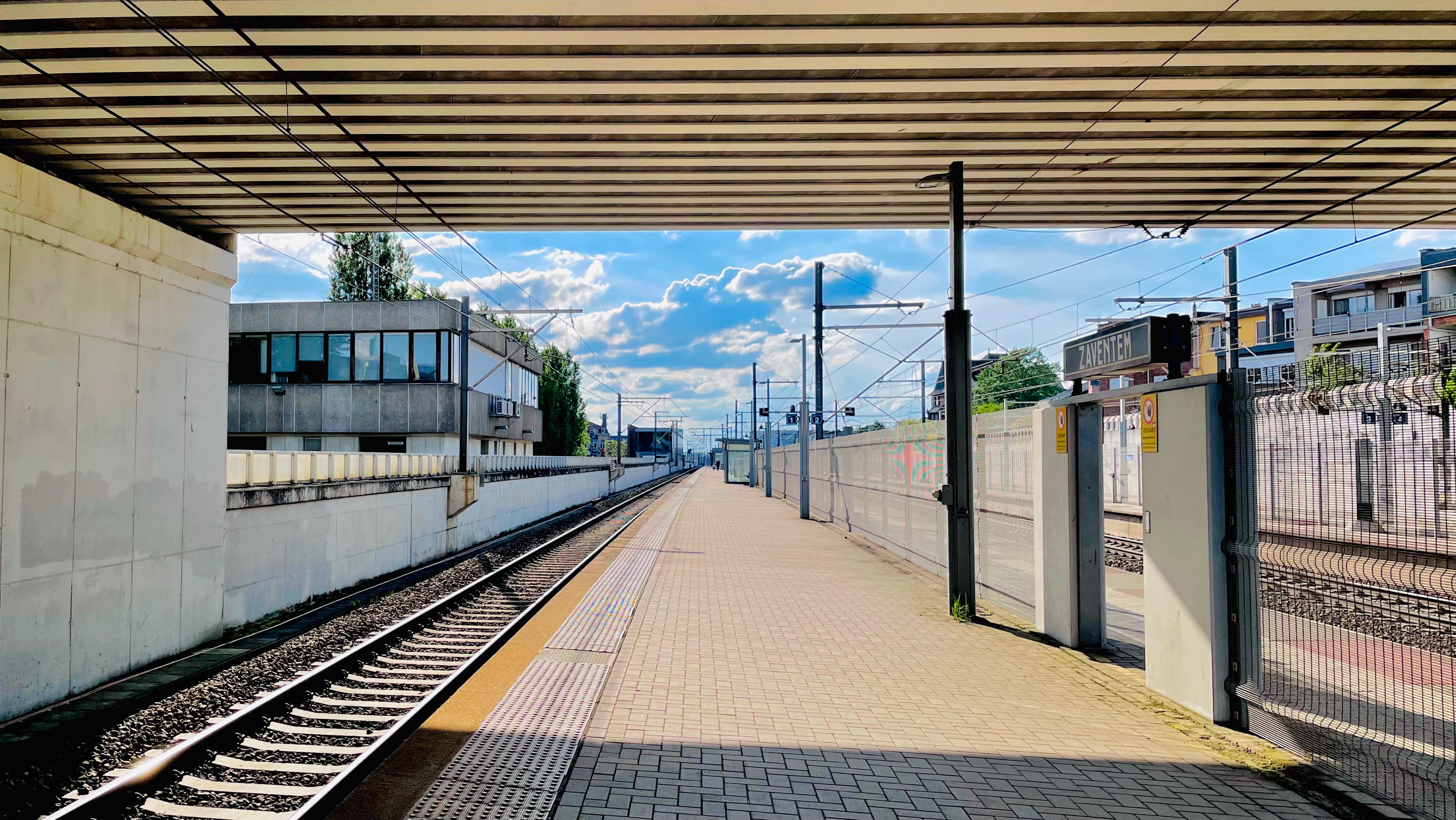
Zicht op een perron
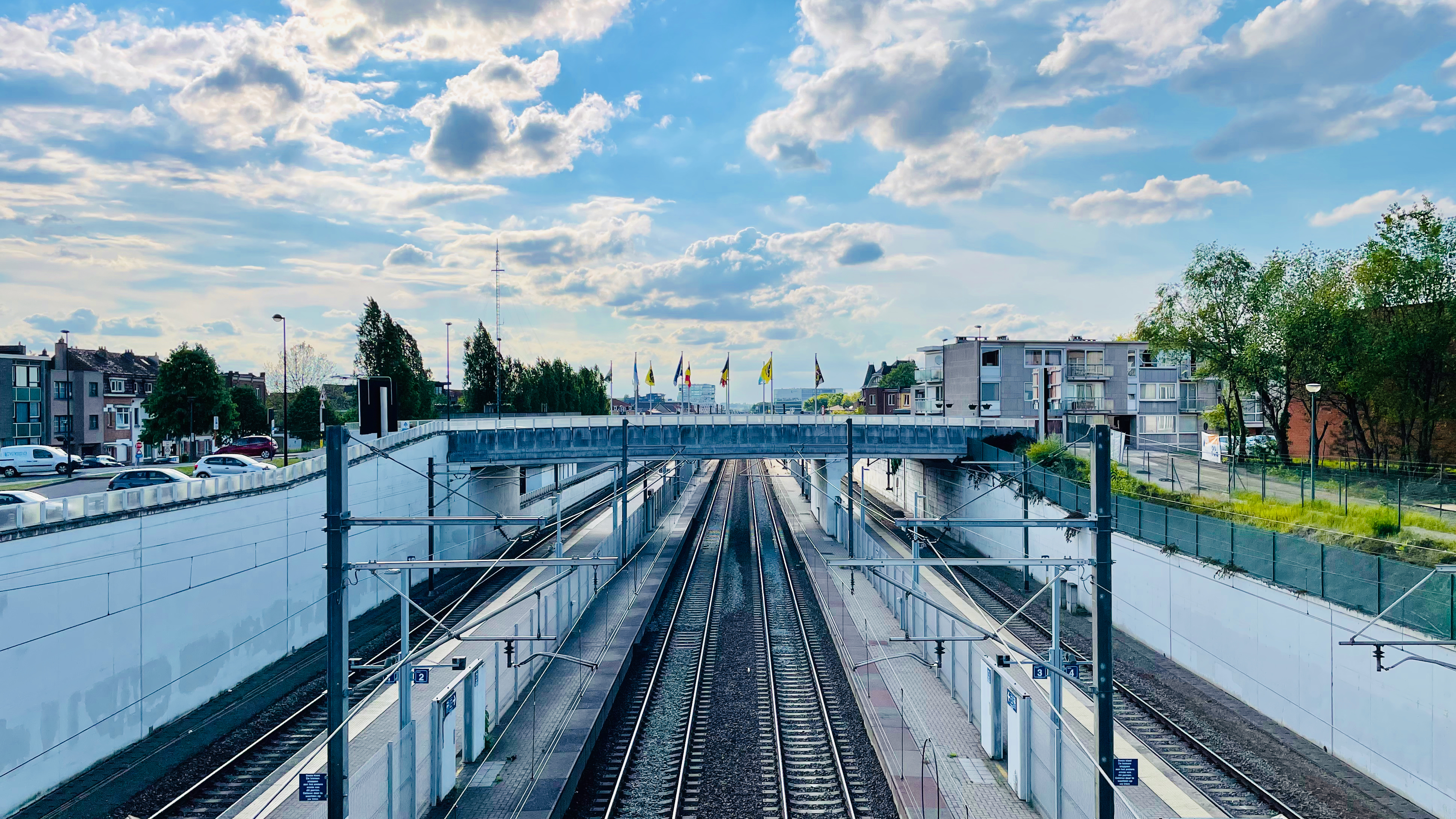
Zicht op de sporen
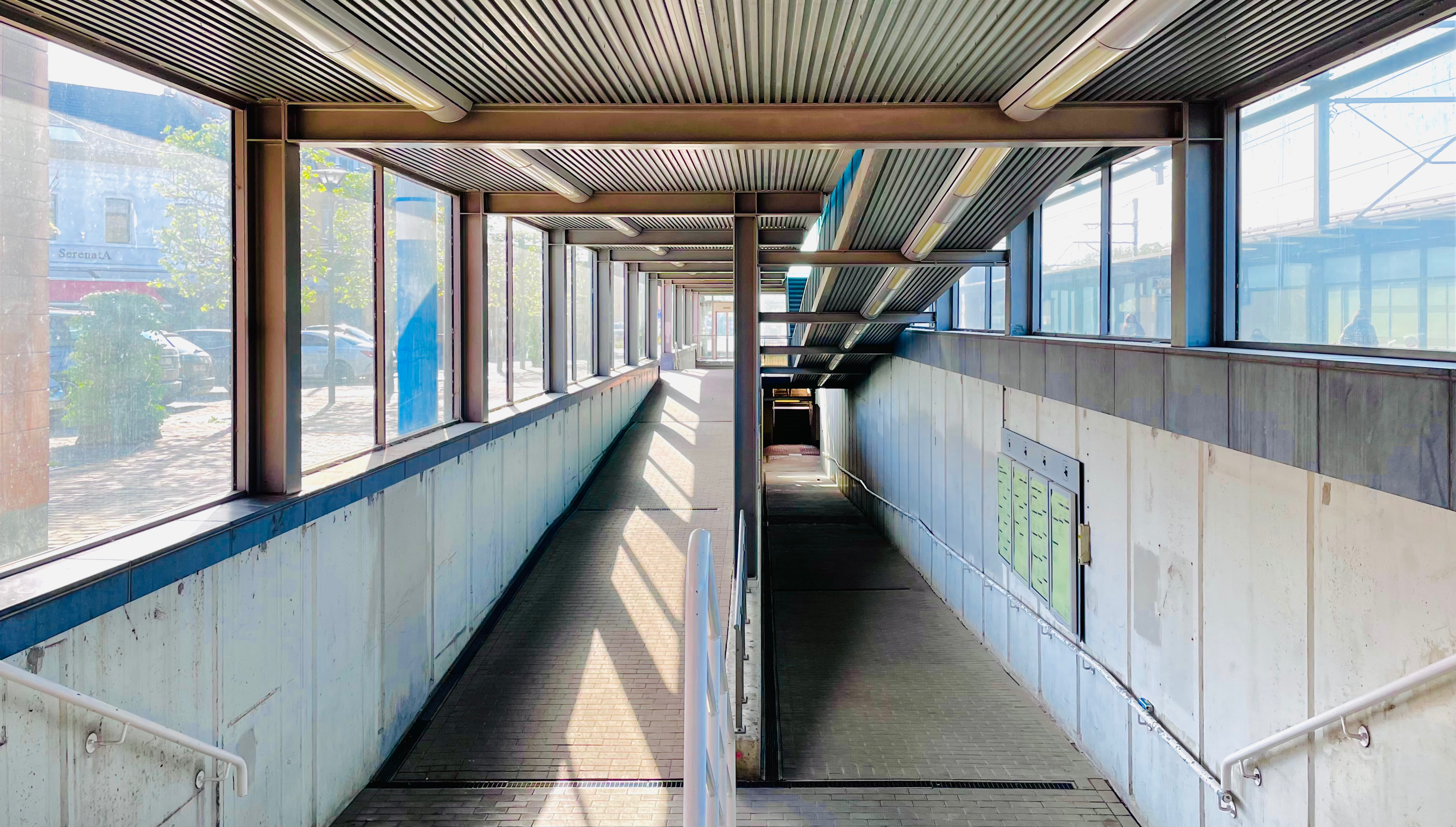
Doorgang voor de fietsers

## Reizigerstellingen
De grafiek en tabel geven het gemiddeld aantal instappende reizigers weer op een week-, zater- en zondag.
| Tabel: aantal instappende reizigers station Zaventem | Tabel: aantal instappende reizigers station Zaventem | Tabel: aantal instappende reizigers station Zaventem | Tabel: aantal instappende reizigers station Zaventem |
|                                                      | Weekdag                                              | Zaterdag                                             | Zondag                                               |
| ---------------------------------------------------- | ---------------------------------------------------- | ---------------------------------------------------- | ---------------------------------------------------- |
| 1977                                                 | 1 868                                                | 493                                                  | 404                                                  |
| 1978                                                 | 2 160                                                | 494                                                  | 370                                                  |
| 1979                                                 | 1 914                                                | 558                                                  | 367                                                  |
| 1980                                                 | 1 506                                                | 310                                                  | 193                                                  |
| 1981                                                 | 1 509                                                | 305                                                  | 220                                                  |
| 1982                                                 | 1 453                                                | 287                                                  | 176                                                  |
| 1983                                                 | 1 450                                                | 233                                                  | 139                                                  |
| 1984                                                 | 996                                                  | 217                                                  | 153                                                  |
| 1985                                                 | 1 035                                                | 223                                                  | 219                                                  |
| 1986                                                 | 789                                                  | 203                                                  | 171                                                  |
| 1987                                                 | 964                                                  | 220                                                  | 201                                                  |
| 1988                                                 | 798                                                  | 195                                                  | 156                                                  |
| 1989                                                 | 811                                                  | 228                                                  | 172                                                  |
| 1990                                                 | 803                                                  | 211                                                  | 116                                                  |
| 1991                                                 | 903                                                  | 260                                                  | 166                                                  |
| 1992                                                 | 1 071                                                | 293                                                  | 180                                                  |
| 1993                                                 | 977                                                  | 259                                                  | 179                                                  |
| 1994                                                 | 1 015                                                | 285                                                  | 227                                                  |
| 1995                                                 | 815                                                  | 205                                                  | 193                                                  |
| 1996                                                 | 907                                                  | 220                                                  | 175                                                  |
| 1997                                                 | 959                                                  | 293                                                  | 150                                                  |
| 1998                                                 | 957                                                  | 256                                                  | 179                                                  |
| 1999                                                 | 1 037                                                | 317                                                  | 160                                                  |
| 2000                                                 | 1 037                                                | 362                                                  | 193                                                  |
| 2001                                                 | 1 043                                                | 280                                                  | 174                                                  |
| 2002                                                 | 883                                                  | 254                                                  | 189                                                  |
| 2003                                                 | 918                                                  | 253                                                  | 156                                                  |
| 2004                                                 | 972                                                  | 288                                                  | 162                                                  |
| 2005                                                 | 1 022                                                | 276                                                  | 234                                                  |
| 2006                                                 | 917                                                  | 282                                                  | 207                                                  |
| 2007                                                 | 1 024                                                | 414                                                  | 242                                                  |
| 2008                                                 | -                                                    | -                                                    | -                                                    |
| 2009                                                 | 1 062                                                | 409                                                  | 338                                                  |
| 2010                                                 | -                                                    | -                                                    | -                                                    |
| 2011                                                 | -                                                    | -                                                    | -                                                    |
| 2012                                                 | 1 308                                                | 350                                                  | 322                                                  |
| 2013                                                 | 1 290                                                | 390                                                  | 277                                                  |
| 2014                                                 | 1 321                                                | 382                                                  | 276                                                  |
| 2015                                                 | 1 231                                                | 342                                                  | 289                                                  |
| 2016                                                 | 1 241                                                | 413                                                  | 293                                                  |
| 2017                                                 | 1 567                                                | 352                                                  | 295                                                  |
| 2018                                                 | 1 617                                                | 401                                                  | 379                                                  |
| 2019                                                 | 1 538                                                | 423                                                  | 395                                                  |
| 2020                                                 | 984                                                  | 399                                                  | 295                                                  |
| 2021                                                 | -                                                    | -                                                    | -                                                    |
| 2022                                                 | 1 531                                                | 733                                                  | 458                                                  |
| 2023                                                 | 1 677                                                | 907                                                  | 585                                                  |
| 2024                                                 | 1 893                                                | 788                                                  | 530                                                  |

0,0: Brussel-Noord ·
2,4: Schaarbeek ·
5,5: Haren-Zuid ·
7,0: Diegem ·
9,4: Zaventem ·
12,0: Nossegem ·
14,7: Kortenberg ·
16,1: Zavelstraat ·
17,8: Erps-Kwerps ·
19,2: Beisem ·
21,1: Veltem ·
24:0: Herent ·
28,8: Leuven ·
34,1: Korbeek-Lo ·
36,1: Lovenjoel ·
40,0: Vertrijk ·
42,0: Roosbeek ·
44,3: Kumtich ·
47,4: Tienen ·
53,8: Ezemaal ·
57,0: Neerwinden ·
60,7: Landen ·
64,0: Gingelom ·
69,0: Jeuk-Rosoux ·
71,5: Corswarem ·
74,5: Waremme ·
77,2: Bleret ·
79,8: Remicourt ·
83,2: Momalle ·
85,4: Fexhe-le-Haut-Clocher ·
87,8: Voroux-Goreux ·
89,9: Bierset-Awans ·
93,4: Ans ·
94,7: Montegnée ·
97,0: Liège-Haut-Pré ·
99,9: Luik-Guillemins